# 플라이보이스
《플라이보이스》(영어: The Flyboys, 혹은 영어: Sky Kids)는 2008년 공개된 미국의 항공 모험 영화이다.

## 줄거리
애리조나주 작은 마을에 사는 소년 둘이 우연히 숨어든 경비행기 안에서 폭탄을 발견해 밖으로 내던지고 도중 조종사가 사라진 경비행기를 무사히 착륙시키면서 영웅이 된다. 곧 소년들은 자신들이 마피아의 돈을 훔치려고 음모를 꾸민 자들과 얽혀버렸다는 사실을 깨닫는다.

## 출연
- 라일리 매클렌던 - 카일 배럿 역
- 제시 제임스 - 제이슨 매킨타이어 역
- 스티븐 볼드윈 - 실비오 에스퍼지토 역
- 톰 사이즈모어 - 앤절로 에스퍼지토 역
- J. 토드 애덤스 - 레니 드레이크 역
- 댈런 게틀링 - 에드 토머스 역
- 제니퍼 슬림코 - 서맨사 배럿 역
- 로버트 코스탠조 - 카마인 역
- 빈스 서시어 - 매니 역
- 프랭크 다미코 - 샐 역
- 해리슨 영 - 할아버지 토머스 역
- 블레어 배런 - 수전 토머스 역
- 토미 힝클리 - 존 매킨타이어 역
- 조앤 배런 - 폴슨 씨 역
- 딜런 캐시 - 릭 역
- 제시 플레먼스 - 불량배 1 역

## 기타 제작진
- 공동 제작: 댄 어네스
- 협력 제작: 필립 데넘, 제이슨 더빌리어스
- 배역: 제니퍼 버스터, 린다 필립스팰로
- 미술: 크리스 데이비스
- 세트: 테리사 브럭바워